# Pomeni imen asteroidov: 7501–8000
Pregled pomenov imen asteroidov (malih planetov) od številke 7501 do 8000, ki jim je Središče za male planete dodelilo številko in so pozneje dobili tudi uradno ime v skladu z dogovorjenim načinom imenovanja. Pregled je preverjen z Schmadelovim “Slovarjem imen malih planetov” (“Dictionary of Minor Planet Names”). Izvor nekaterih imen je pojasnjen tudi v Okrožnicah centra za male planete (“Minor Planet Circulars” ali MPC). Kadar je pojasnilo najdeno tudi v reviji “Sky and Telescope” (S&T), je to navedeno. 
Pregled pojasnjuje izvor oziroma pomen imen asteroidov, ki ga je priznala Mednarodna astronomska zveza (IAU). Nekateri asteroidi imajo imajo dodatno pojasnilo o izvoru imena, ki pa vedno ni popolnoma zanesljivo (oznaka “†”). Pojasnilo o izvoru imena, ki je označeno z * je potrebno preveriti ali poiskati še v “Slovarju imen malih planetov”.
| Ime                   | Začasna oznaka | Izvor imena |
| 7501–7600             | 7501–7600      | 7501–7600 |
| --------------------- | -------------- | --- |
| 7501 Farra            | 1996 VD3       | mesto Farra, Italija † |
| 7504 Kawakita         | 1997 AF1       | Hidejo Kavakita, japonski astronom † |
| 7505 Furusho          | 1997 AM2       | Reiko Furušo, japonski astronom † |
| 7506 Lub              | 4837 P-L       | Jan Lub, nizozemski astronom † |
| 7507 Israel           | 7063 P-L       | Frank Pieter Israel, nizozemski astronom † |
| 7508 Icke             | 2327 T-3       | Vincent Icke, nizozemski astronom † |
| 7509 Gamzatov         | 1977 EL        | Rasul Gamzatovič Gamzatov (avarsko Расул ХIамзатов, rusko Расу́л Гамза́тович Гамза́тов) (rojen 1923) , dagestanski pesnik † |
| 7511 Patcassen        | 1981 EX24      | Patrick Cassen, ameriški astrofizik † |
| 7512 Monicalazzarin   | 1983 CA1       | Monica Lazzarin, italijanska astronomka † |
| 7516 Kranjc           | 1987 MC        | Aldo Kranjc, italijanski astronom † |
| 7519 Paulcook         | 1989 UN3       | * |
| 7525 Kiyohira         | 1992 YE        | Kijohira Fudživara, ustanovitelj klana Fudživara, Japonska |
| 7527 Marples          | 1993 BJ        | Peter Marples, avstralski ljubiteljski astronom, odkritelj supernove 2008fa v NGC 6722 in član Južne astronomske družbe (Southern Astronomical Society) †                                                                                             |
| 7528 Huskvarna        | 1993 FS39      | mesto Huskvarna, Švedska † Arhivirano 2007-06-24 na Wayback Machine. |
| 7529 Vagnozzi         | 1994 BC        | Antonio Vagnozzi, italijanski ljubiteljski astronom* |
| 7530 Mizusawa         | 1994 GO1       | v spomin na 100. obletnico Mednarodnega observatorija zemljepisne širine (International Latitude Observatory) v Mizusavi, Japonska |
| 7531 Pecorelli        | 1994 SC        | * |
| 7532 Pelhřimov        | 1995 UR1       | mesto Pelhřimov, Češka † |
| 7536 Fahrenheit       | 1995 WB7       | Gabriel Fahrenheit, v Nemčiji rojen nizozemski znanstvenik † |
| 7537 Solvay           | 1996 HS8       | Ernest Solvay, belgijski kemik in filantrop † |
| 7538 Zenbei           | 1996 VE6       | * |
| 7541 Nieuwenhuis      | 4019 T-3       | Henk Nieuwenhuis, nizozemski ljubiteljski astronom, planetarij Eisinga † |
| 7543 Prylis           | 1973 SY        | * |
| 7544 Tipografiyanauka | 1976 UB2       | stara izdajateljska hiša v Moskvi (Tipografiya Nauka) ? * |
| 7545 Smaklösa         | 1978 OB        | glasbena skupina Smaklösa iz Švedske † Arhivirano 2007-06-11 na Wayback Machine. ‡ Arhivirano 2011-05-14 na Wayback Machine. |
| 7548 Engström         | 1980 FW2       | Albert Engström, švedski pisatelj in umetnik † Arhivirano 2007-06-11 na Wayback Machine. |
| 7549 Woodard          | 1980 TO5       | Adrian Russell Woodard, najmlajši vnuk odkriteljev † |
| 7550 Woolum           | 1981 EV8       | Dorothy S. Woolum, ameriški astrofizik in strokovnjak za meteorite (meteoritik) † |
| 7551 Edstolper        | 1981 EF26      | Edward M. Stolper, ameriški geolog † |
| 7552 Sephton          | 1981 EB27      | Mark A. Sephton, britanski geokemik in strokovnjak za meteorite (meteoritik) † |
| 7553 Buie             | 1981 FG        | Marc. W. Buie, ameriški astronom † |
| 7554 Johnspencer      | 1981 GQ        | * |
| 7555 Venvolkov        | 1981 SZ6       | * |
| 7558 Yurlov           | 1982 TB2       | * |
| 7559 Kirstinemeyer    | 1985 VF        | Kirstine Bjerrum Meyer, prva danska ženska, ki je diplomirala v fiziki (1892), ustanoviteljica Fysisk Tidsskrifta † |
| 7560 Spudis           | 1986 AJ        | Paul D. Spudis, ameriški planetarni geolog † |
| 7561 Patrickmichel    | 1986 TR2       | Patrick Michel, francoski astronom* |
| 7562 Kagiroino-Oka    | 1986 WO9       | kraj v eni izmed pesmi v zbirki Manjousju |
| 7564 Gokumenon        | 1988 CA        | Mambillikalathil Govind Kumar ("Goku") Menon, profesor na Indijski vesoljski raziskovalni organizaciji (Indian Space Research Organization), ki je omogočila postavitev 2,3 meterskega Vainu Bappu teleskopa in radioastronomske naprave Ootacamund † |
| 7565 Zipfel           | 1988 RD11      | Jutta Zipfel, nemški skrbnik meteoritov na Raziskovalnem inštitutu Senckenberg (Forschungsinstitut Senckenberg) v Frankfurtu † |
| 7571 Weisse Rose      | 1989 EH6       | Bela vrtnica (Die Weiße Rose), uporniška skupina v Nemčiji v drugi svetovni vojni, ki se je nenasilno borila proti nacizmu. Veliko članov skupine je bilo aretiranih in ubitih                                                                        |
| 7572 Znokai           | 1989 SF        | kulturna in socialna organizacija zaposlenih v Mednarodnem observatoriju zemljepisne širine (International Latitude Observatory) v Mizusavi (Japonska)                                                                                                |
| 7573 Basfifty         | 1989 VX        | * |
| 7575 Kimuraseiji      | 1989 YK        | * |
| 7578 Georgböhm        | 1990 SP7       | Georg Böhm, nemški orglar † |
| 7580 Schwabhausen     | 1990 TM7       | * |
| 7581 Yudovich         | 1990 VY13      | * |
| 7583 Rosegger         | 1991 BA3       | Peter Rosegger, avstrijski pesnik in pisatelj* |
| 7584 Ossietzky        | 1991 GK10      | Carl von Ossietzky, nemški pacifist in dobitnik Nobelove nagrade v letu 1935 * |
| 7586 Bismarck         | 1991 RH7       | Otto von Bismarck, nemški državnik * |
| 7587 Weckmann         | 1992 CF3       | Matthias Weckmann, nemški orglar † |
| 7590 Aterui           | 1992 UP4       | * |
| 7592 Takinemachi      | 1992 WR3       | * |
| 7594 Shotaro          | 1993 BH2       | Šotaro Mijamoto, japonski ljubiteljski astronom* |
| 7595 Växjö            | 1993 FN26      | mesto Växjö, Švedska † Arhivirano 2007-06-24 na Wayback Machine. |
| 7596 Yumi             | 1993 GH        | Šigeru Jumi, japonski astronom |
| 7597 Shigemi          | 1993 GM        | * |
| 7599 Munari           | 1994 PB        | Ulisse Munari, italijanski astronom † Arhivirano 2008-08-01 na Wayback Machine. |
| 7600 Vacchi           | 1994 RB1       | * |
| 7601–7700             |                | |
| 7602 Yidaeam          | 1994 YW1       | * |
| 7603 Salopia          | 1995 OA2       | grofija Shropshire, UK |
| 7604 Kridsadaporn     | 1995 QY2       | * |
| 7607 Billmerline      | 1995 SB13      | * |
| 7608 Telegramia       | 1995 UO1       | IAU okrožnica (prvotno so jih pošiljali s pomočjo telegramov) † |
| 7610 Sudbury          | 1995 XB        | krater Sudbury, Kanada* |
| 7611 Hashitatsu       | 1996 BW1       | * |
| 7614 Masatomi         | 1996 EA        | * |
| 7616 Sadako           | 1996 VF2       | * |
| 7618 Gotoyukichi      | 1997 AU4       | * |
| 7620 Willaert         | 4077 P-L       | Adrian Willaert, flamski skladatelj* |
| 7621 Sweelinck        | 4127 P-L       | Jan Pieterszoon Sweelinck, nizozemski skladatelj † |
| 7622 Pergolesi        | 6624 P-L       | Giovanni Battista Pergolesi, italijanski skladatelj* |
| 7623 Stamitz          | 9508 P-L       | Carl Stamitz, nemški skladatelj* |
| 7624 Gluck            | 1251 T-1       | Christoph Willibald Gluck, nemški skladatelj* |
| 7625 Louisspohr       | 2150 T-2       | Louis Spohr, nemški skladatelj* |
| 7626 Iafe             | 1976 QL2       | IAFE, kratica za "Instituto de Astronomía y Física del Espacio" (Inštitut za astronomijo in vesoljsko fiziko) v Argentini † |
| 7627 Wakenokiyomaro   | 1977 DS4       | Vake no Kijomaro, visoki japonski uradnik v času obdobja Nara |
| 7628 Evgenifedorov    | 1977 QY        | * |
| 7629 Foros            | 1977 QK1       | zdravilišče na Krimu |
| 7631 Vokrouhlický     | 1981 WH        | * |
| 7632 Stanislav        | 1982 UT5       | * |
| 7633 Volodymyr        | 1982 UD7       | * |
| 7634 Shizutani-Kou    | 1982 VO3       | najstarejša japonska šolska zgradba |
| 7636 Comba            | 1984 CM        | * |
| 7638 Gladman          | 1984 UX        | Brett J. Gladman, kanadski astronom † Arhivirano 2005-08-29 na Wayback Machine. |
| 7639 Offutt           | 1985 DC1       | Warren Offutt (rojen 1928), ljubiteljski astronom* † |
| 7640 Marzari          | 1985 PX        | Francesco Marzari, italijanski astronom |
| 7644 Cslewis          | 1988 VR5       | C. S. Lewis, britanski pisatelj † |
| 7645 Pons             | 1989 AC2       | Jean-Louis Pons, francoski astronom † |
| 7647 Etrépigny        | 1989 SR2       | vas Étrépigny, Francija † |
| 7648 Tomboles         | 1989 TB1       | Tom Boles, britanski ljubiteljski astronom, iskalec supernov, predsednik Britanske astronomske zveze (British Astronomical Association) v letih od 2003 do 2005, odkritelj asteroida 84417 Ritabo †                                                   |
| 7649 Bougainville     | 1990 SV5       | Louis-Antoine de Bougainville, francoski raziskovalec † |
| 7650 Kaname           | 1990 UG        | Kaname Nakamura, japonski ljubiteljski astronom* |
| 7651 Villeneuve       | 1990 VD6       | Don Villeneuve, antropolog, prijatelj odkritelja † |
| 7655 Adamries         | 1991 YM1       | Adam Ries, nemški matematik * |
| 7656 Joemontani       | 1992 HX        | Joseph L. Montani, višji raziskovalni specialist na Lunarnem in planetarnem laboratoriju Univerze Arizone in član skupine za Spacewatch † |
| 7657 Jefflarsen       | 1992 HK1       | Jeffrey Arthur Larsen, ameriški astronom* |
| 7661 Reincken         | 1994 PK38      | Johann Adam Reincken, nemški orglar † |
| 7665 Putignano        | 1994 TK3       | mesto in občina Putignano v provici Bari, Puglia, Italija |
| 7666 Keyaki           | 1994 VC1       | * |
| 7668 Mizunotakao      | 1995 BR3       | * |
| 7669 Malše            | 1995 PB        | reka Malše, Češka † |
| 7670 Kabeláč          | 1995 QJ        | * |
| 7671 Albis            | 1995 UK1       | latinsko ime za reko Labo † |
| 7672 Hawking          | 1995 UO2       | Stephen Hawking, britanski fizik † |
| 7673 Inohara          | 1995 UY3       | * |
| 7674 Kasuga           | 1995 VO1       | Ryo Kasuga, japonski budistični duhovnik |
| 7675 Gorizia          | 1995 WT5       | * |
| 7677 Sawa             | 1995 YP3       | * |
| 7678 Onoda            | 1996 CW2       | * |
| 7679 Asiago           | 1996 CA9       | * |
| 7680 Cari             | 1996 HB        | * |
| 7681 Chenjingrun      | 1996 YK2       | Chen Jingrun, matematik |
| 7682 Miura            | 1997 CY19      | * |
| 7683 Wuwenjun         | 1997 DE        | * |
| 7684 Marioferrero     | 1997 EY        | Mario A. Ferrero, italijanski astronom* |
| 7686 Wolfernst        | 2024 P-L       | Wolfgang Ernst, nemški ljubiteljski astronom povezan z Observatorijem Starkenburg (Starkenburg-Sternwarte) † ‡ |
| 7687 Matthias         | 2099 P-L       | Matthias Busch, nemški ljubiteljski astronom z Observatorijem Starkenburg (Starkenburg-Sternwarte) † ‡ |
| 7688 Lothar           | 2536 P-L       | Lothar Kurtze, nemški ljubiteljski astronom † ‡ |
| 7689 Reinerstoss      | 4036 P-L       | Reiner Stoss, nemški ljubiteljski astronom † ‡ |
| 7690 Sackler          | 2291 T-1       | * |
| 7691 Brady            | 3186 T-3       | * |
| 7692 Edhenderson      | 1981 EZ25      | Edward P. Henderson, ameriški skrbnik meteoritov na Smithsonianovi inštituciji od leta 1992 † |
| 7694 Krasetín         | 1983 SF        | vas Krastein, Češka † |
| 7695 Přemysl          | 1984 WA1       | Premysl, legendarni češki vladar † |
| 7696 Liebe            | 1988 JD        | * |
| 7698 Schweitzer       | 1989 AS6       | Albert Schweitzer, nemški teolog, glasbenik, filozof, zdravnik in dobitnik Nobelove nagrade * |
| 7699 Božek            | 1989 CB4       | Josef Božek, češki inženir † |
| 7700 Rote Kapelle     | 1990 TE8       | rdeči orkester, sovjetska špijonska skupina v okupirani Evropi med drugo svetovno vojno * |
| 7701–7800             |                | |
| 7701 Zrzavý           | 1990 TX8       | Jan Zrzavý, češki umetnik † |
| 7704 Dellen           | 1992 EB7       | Dellen, švedska skupina jezer, ki je nastala ob padcu meteorja † Arhivirano 2007-06-24 na Wayback Machine. |
| 7705 Humeln           | 1993 FU7       | Humeln, švedsko jezero, ki je nastalo ob padcu meteorja † Arhivirano 2007-06-24 na Wayback Machine. |
| 7706 Mien             | 1993 FZ36      | Lake Mien, švedski jezero, ki je nastalo ob padcu meteorja † Arhivirano 2007-06-24 na Wayback Machine. |
| 7707 Yes              | 1993 HM1       | Yes, rock skupina * |
| 7708 Fennimore        | 1994 GF9       | Guy Fennimore, britanski tajnik Družbe za popularno astronomijo (Society for Popular Astronomy) (najprej Mladinska astronomska družba - Junior Astronomical Society) †                                                                                |
| 7710 Ishibashi        | 1994 WT2       | * |
| 7711 Říp              | 1994 XF        | grič Říp, blizu Prage, Češka † |
| 7713 Tsutomu          | 1995 YE        | * |
| 7714 Briccialdi       | 1996 CC1       | Giulio Briccialdi, italijanski skladatelj * |
| 7715 Leonidarosino    | 1996 CR7       | Leonida Rosino, italijanski astronom * |
| 7716 Ube              | 1996 DA3       | * |
| 7717 Tabeisshi        | 1997 AL5       | * |
| 7718 Desnoux          | 1997 EP30      | * |
| 7720 Lepaute          | 4559 P-L       | * |
| 7721 Andrillat        | 6612 P-L       | Yvette Andrillat in/ali Henri Andrillat, francoska astronoma* |
| 7722 Firneis          | 2240 T-2       | Maria Firneis, avstrijski astronom* |
| 7723 Lugger           | 1952 QW        | * |
| 7724 Moroso           | 1970 OB        | Pascuala Moroso, argentinski farmer, na njegovi farmi je bil kraj odkritja asteroida (Complejo Astronómico El Leoncito) † |
| 7725 Sel'vinskij      | 1972 RX1       | Ilja Lvovič Selvinskij, sovjetski pesnik |
| 7726 Olegbykov        | 1974 QM2       | Oleg Pavlovich Bykov, ruski astronom |
| 7727 Chepurova        | 1975 EA3       | * |
| 7728 Giblin           | 1977 AW2       | Ian Giblin, britanski fizik † |
| 7729 Golovanov        | 1977 QY3       | Jaroslav Kirilovič Golovanov, ruski vesoljski inženir in znanstveni časnikar † |
| 7730 Sergerasimov     | 1978 NN1       | Sergej Appolinarijevič Gerasimov (rusko Серге́й Апполина́риевич Гера́симов) (1906 – 1985), sovjetski igralec, pedagog, filmski režiser in pisec scenarijev †                                                                                             |
| 7735 Scorzelli        | 1980 UL1       | Rosa Scorzelli, brazilski strokovnjak za meteorite (meteoritik) † |
| 7736 Nižni Novgorod   | 1981 RC5       | mesto Nižni Novgorod (rusko Ни́жний Но́вгород), Rusija* |
| 7737 Sirrah           | 1981 VU        | (= Harris zapisano nazaj) Alan William Harris, astronom* |
| 7738 Heyman           | 1981 WS1       | * |
| 7739 Čech             | 1982 CE        | Eduard Čech, češki matematik † |
| 7740 Petit            | 1983 RR2       | * |
| 7741 Fedoseev         | 1983 RR4       | * |
| 7742 Altamira         | 1985 US        | Altamira, jama v Španiji s stenskimi slikarijami † |
| 7747 Michałowski      | 1987 SO        | Tadeusz Michałowski, poljski astronom † |
| 7749 Jackschmitt      | 1988 JP        | Harrison 'Jack' Schmitt, ameriški planetarni geolog, astronavt na Luni in pozneje senator † |
| 7750 McEwen           | 1988 QD1       | Alfred McEwen, ameriški planetarni geolog † |
| 7752 Otauchunokai     | 1988 US        | * |
| 7754 Gopalan          | 1989 TT11      | Gopalan Srinivasan, kanadski geolog in strokovnjak za meteorite (meteoritik) † |
| 7755 Haute-Provence   | 1989 YO5       | Observatorij de Haute-Provence, Francija* |
| 7756 Scientia         | 1990 FR1       | latinska beseda za znanost* |
| 7758 Poulanderson     | 1990 KT        | Poul Anderson, ameriški pisatelj znanstvene fantastike † Arhivirano 2008-07-20 na Wayback Machine. |
| 7763 Crabeels         | 1990 UT5       | * |
| 7766 Jododaira        | 1991 BH2       | * |
| 7767 Tomatic          | 1991 RB5       | * |
| 7769 Okuni            | 1991 VF4       | * |
| 7770 Siljan           | 1992 EQ8       | Siljan, švedsko jezero, ki je nastalo ob padcu meteorja † Arhivirano 2007-06-24 na Wayback Machine. |
| 7771 Tvären           | 1992 EZ9       | Tvären, švedsko jezero, ki je nastalo ob padcu meteorja † Arhivirano 2007-06-24 na Wayback Machine. |
| 7775 Taiko            | 1992 XD        | * |
| 7776 Takeishi         | 1993 BF        | * |
| 7777 Consadole        | 1993 CO1       | * |
| 7778 Markrobinson     | 1993 HK1       | Mark Robinson, ameriški planetarni geolog † |
| 7779 Susanring        | 1993 KL        | Susan Ring, pisatelj * |
| 7780 Maren            | 1993 NJ        | * |
| 7781 Townsend         | 1993 QT        | * |
| 7782 Mony             | 1994 CY        | * |
| 7787 Annalaura        | 1994 WW        | Annalaura Calvani, žena Luciana Tesija, soodkritelja asteroida † Arhivirano 2008-08-01 na Wayback Machine. |
| 7788 Tsukuba          | 1994 XS        | * |
| 7789 Kwiatkowski      | 1994 XE6       | Teofil Kwiatkowski, poljski slikar* |
| 7790 Miselli          | 1995 DK2       | Furio Miselli, italijanski pesnik* |
| 7791 Ebicykl          | 1995 EB        | Ebicykl, tradicionalno kolesarjenje skupine astronomov mimo čeških in slovaških observatorijev † |
| 7794 Sanvito          | 1996 AD4       | * |
| 7796 Járacimrman      | 1996 BG        | Jára da Cimrman, izmišljeni češki genij † |
| 7797 Morita           | 1996 BK2       | * |
| 7799 Martinšolc       | 1996 DW1       | Martin Šolc, češki astronom † |
| 7800 Zhongkeyuan      | 1996 EW2       | * |
| 7801–7900             |                | |
| 7801 Goretti          | 1996 GG2       | * |
| 7802 Takiguchi        | 1996 XG1       | Setsuo Takiguči, japonski ustanovitelj in prvi direktor Muzeja za otroke v Hirošimi † |
| 7803 Adachi           | 1997 EW2       | Makoto Adači, japonski učitelj v osnovni šoli, ljubiteljski astronom in direktor Orientalske astronomske zveze † |
| 7804 Boesgaard        | 3083 P-L       | Ann Merchant Boesgaard, ameriška astronomka † Arhivirano 2008-10-07 na Wayback Machine. |
| 7805 Moons            | 7610 P-L       | Michèle Moons, belgijski astronom † |
| 7806 Umasslowell      | 1971 UM        | sestavljeno iz Univerza Massachusettsa pri Lowelu (University of Massachusetts at Lowell) † |
| 7807 Grier            | 1975 SJ1       | Jennifer Grier, ameriški planetarni znanstvenik † |
| 7808 Bagould          | 1976 GL8       | Benjamin Apthorp Gould (1824 – 1896), 19th-century ameriški astronom, ustanovitelj časopisa Astronomical Journal, prvi direktor Observatorija Cordoba, pobudnik Uranometria Argentina †                                                               |
| 7811 Zhaojiuzhang     | 1982 DT6       | Žao Džiužang, kitajski fizik in oče kitajskih umetnih satelitov † |
| 7812 Billward         | 1984 UT        | * |
| 7813 Anderserikson    | 1985 UF3       | Anders Erikson, švedski astronom† Arhivirano 2011-05-14 na Wayback Machine. |
| 7815 Dolon            | 1987 QN        | Dolon, mitološki bojevnik iz trojanske vojne † |
| 7816 Hanoi            | 1987 YA        | mesto Hanoj, Vietnam* |
| 7817 Zibiturtle       | 1988 RH10      | Elizabeth "Zibi" Turtle, ameriška planetarna znanstvenica † |
| 7818 Muirhead         | 1990 QO        | * |
| 7824 Lynch            | 1991 RM2       | * |
| 7826 Kinugasa         | 1991 VO        | Sačio Kinugasa, japonski poklicni bejzbolist |
| 7829 Jaroff           | 1992 WY4       | * |
| 7830 Akihikotago      | 1993 DC1       | Akihiko Tago, japonski ljubiteljski (?) astronom* |
| 7831 François-Xavier  | 1993 FQ        | François-Xavier Bagnoud, francoski pilot |
| 7833 Nilstamm         | 1993 FV32      | Nils Tamm, švedski ljubiteljski astronom in umetnik, njegov zasebni observatorij je danes Observatorij Kvistabergs, opazovalno mesto Astronomskega observatorija Uppsala † Arhivirano 2007-06-24 na Wayback Machine.                                  |
| 7835 Myroncope        | 1993 MC        | Myron Cope (1929 – 2008), ameriški športni časnikar † |
| 7837 Mutsumi          | 1993 TX        | * |
| 7838 Feliceierman     | 1993 WA        | * |
| 7840 Hendrika         | 1994 TL3       | Hendrika Cornelia Marshall Aikman (rojena Grootendorst), žena odkritelja † Arhivirano 2005-08-29 na Wayback Machine. |
| 7842 Ishitsuka        | 1994 XQ        | * |
| 7844 Horikawa         | 1995 YL1       | * |
| 7845 Mckim            | 1996 AC        | Richard McKim, britanski ljubiteljski astronom* |
| 7846 Setvák           | 1996 BJ        | Martin Setvák, Češka meteorolog † |
| 7847 Mattiaorsi       | 1996 CS8       | * |
| 7848 Bernasconi       | 1996 DF1       | Giovanni in Angelo Bernasconi, italijanska ljubiteljska astronoma † |
| 7849 Janjosefrič      | 1996 HR        | Josef Jan Frič, Češka ljubiteljski astronom, ustanovitelj Observatorija Ondřejov* |
| 7850 Buenos Aires     | 1996 LH        | mesto Buenos Aires, Argentina* |
| 7851 Azumino          | 1996 YW2       | * |
| 7852 Itsukushima      | 7604 P-L       | * |
| 7853 Confucius        | 2086 T-2       | Konfucij, kitajski filozof* |
| 7854 Laotse           | 1076 T-3       | Lao Zi, kitajski filozof* |
| 7855 Tagore           | 4092 T-3       | Rabindranath Tagore, pesnik* |
| 7856 Viktorbykov      | 1975 VB1       | * |
| 7857 Lagerros         | 1978 QC3       | Johan S. V. Lagerros, švedski astronom† Arhivirano 2007-06-24 na Wayback Machine. |
| 7858 Bolotov          | 1978 SB3       | Andrei Timofeevich Bolotov, ruski pisatelj, znanstvenik, poljedelec, gozdarin graditelj parkov † |
| 7859 Lhasa            | 1979 US        | mesto Lasa, Tibet † |
| 7860 Zahnle           | 1980 PF        | Kevin J. Zahnle, ameriški vesoljski raziskovalec † |
| 7861 Messenger        | 1981 EK25      | Scott R. Messenger, ameriški vesoljski znanstvenik † |
| 7862 Keikonakamura    | 1981 EE28      | Keiko Nakamura Messenger, japonsko-ameriški(?) vesoljski znanstvenik † |
| 7863 Turnbull         | 1981 VK        | Margaret A. ("Maggie") Turnbull, ameriška astrobiologinja † |
| 7866 Sicoli           | 1982 TK        | Piero Sicoli, italijanski ljubiteljski astronom † |
| 7867 Burian           | 1984 SB1       | Zdeněk Burian, češki umetnik † |
| 7868 Barker           | 1984 UX2       | * |
| 7869 Pradun           | 1987 RV3       | Valentin Panteleevič Pradun, ukrajinski ekonomist in profesor na Nacionalni univerzi Tavričeskega, predsednik Krimske akademije humanističnih ved †                                                                                                   |
| 7871 Tunder           | 1990 SW4       | Franz Tunder, nemški orglar † |
| 7873 Böll             | 1991 AE3       | Heinrich Böll, nemški romanopisec in dobitnik Nobelove nagrade za literature v letu 1972 * |
| 7881 Schieferdecker   | 1992 RC7       | Johann Christian Schieferdecker, nemški orglar † |
| 7886 Redman           | 1993 PE        | Roderick Oliver Redman in Russell Ormond Redman, ameriško-kanadska astronoma † Arhivirano 2005-08-29 na Wayback Machine. |
| 7887 Bratfest         | 1993 SU2       | Oktoberfestu podobno druženje diplomiranih študentov Lunarnega in planetarnega laboratorija (Lunar and Planetarni Laboratory) pri Univerzi Arizone |
| 7890 Yasuofukui       | 1994 TC3       | * |
| 7891 Fuchie           | 1994 VJ7       | * |
| 7892 Musamurahigashi  | 1994 WQ12      | Vzhodna visoka šola Musašimurajama, Japonska* |
| 7894 Rogers           | 1994 XC1       | * |
| 7895 Kaseda           | 1995 DK1       | * |
| 7896 Švejk            | 1995 EC        | Dobri vojak Švejk, oseba, ki si jo je izmislil Jaroslav Hašek † |
| 7897 Bohuška          | 1995 EL1       | * |
| 7898 Ohkuma           | 1995 XR1       | * |
| 7899 Joya             | 1996 BV3       | * |
| 7900 Portule          | 1996 CV8       | * |
| 7901–8000             |                | |
| 7901 Konnai           | 1996 DP        | * |
| 7902 Hanff            | 1996 HT17      | Johann Nicolaus Hanff, nemški orglar † |
| 7903 Albinoni         | 1996 HV24      | Tomaso Albinoni, italijanski skladatelj † |
| 7904 Morrow           | 1997 JL4       | * |
| 7905 Juzoitami        | 1997 OX        | * |
| 7906 Melanchton       | 3081 P-L       | Philipp Melanchthon, nemški teolog* |
| 7907 Erasmus          | 4047 P-L       | Erazem Rotterdamski, nizozemski humanist † |
| 7908 Zwingli          | 4192 T-1       | Huldrych Zwingli, reformatoski teolog* |
| 7910 Aleksola         | 1976 GD2       | Aleksandr Anatoljevič Solovjov, ruski (Kalmuk) pesnik in astronom |
| 7911 Carlpilcher      | 1977 RZ8       | Carl Bernard Pilcher, ameriški astronom* |
| 7912 Lapovok          | 1978 PO3       | * |
| 7913 Parfenov         | 1978 TU8       | * |
| 7919 Prime            | 1981 EZ27      | 7919, tisoče praštevilo* |
| 7921 Huebner          | 1982 RF        | * |
| 7923 Chyba            | 1983 WJ        | Christopher Frank Chyba, ameriški astrofizik, astrobiolog, varnostni svetovalec za širjenje jedrskega orožja * |
| 7924 Simbirsk         | 1986 PW4       | mesto Simbirsk, področje v Rusiji, nekdaj Uljanovsk (Uljanovska oblast)* |
| 7925 Shelus           | 1986 RX2       | * |
| 7928 Bijaoui          | 1986 WM5       | Albert Bijaoui, francoski astronom, rojen v Tuniziji * |
| 7931 Kristianpedersen | 1988 EB1       | Kristian Pedersen, danski astrofizik, dobitnik nagrade zlata medalja Tycho Brahe leta 2004 † |
| 7933 Magritte         | 1989 GP4       | René Magritte Lessines, belgijski slikar † |
| 7934 Sinatra          | 1989 SG1       | Frank Sinatra, pevec * |
| 7936 Mikemagee        | 1990 OW2       | * |
| 7939 Asphaug          | 1991 AP1       | Erik Ian Asphaug, ameriški astronom* |
| 7940 Erichmeyer       | 1991 EO1       | Erich Meyer, avstrijski ljubiteljski astronom † |
| 7945 Kreisau          | 1991 RK7       | * |
| 7947 Toland           | 1992 BE2       | John Toland, britanski svobodomislec † |
| 7948 Whitaker         | 1992 HY        | * |
| 7950 Berezov          | 1992 SS26      | mesto v Sibiriji |
| 7953 Kawaguchi        | 1993 KP        | * |
| 7954 Kitao            | 1993 SQ2       | * |
| 7955 Ogiwara          | 1993 WE        | * |
| 7956 Yaji             | 1993 YH        | * |
| 7957 Antonella        | 1994 BT        | * |
| 7958 Leakey           | 1994 LE3       | * |
| 7959 Alysecherri      | 1994 PK        | Alyse Cherri Hergenrother, rojena Alyse Cherri Smith, žena odkritelja † |
| 7960 Condorcet        | 1994 PW16      | Marie-Jean-Antoine-Nicolas de Caritat, Marquis de Condorcet, francoski filozof † |
| 7961 Ercolepoli       | 1994 TD2       | Ercole Poli, italijanski ljubiteljski astronom |
| 7963 Falcinelli       | 1995 CA        | * |
| 7965 Katsuhiko        | 1996 BD1       | * |
| 7966 Richardbaum      | 1996 DA        | Richard Myer Baum, britanski ljubiteljski astronom in pisatelj * |
| 7967 Beny             | 1996 DV2       | Michal "Beny" Böhm, prijatelj odkritelja † |
| 7968 Elst-Pizarro     | 1996 N2        | Eric Walter Elst, belgijski astronom in Guido Pizarro, astronom na Evropskem južnem observatoriju (European Southern Observatory) † |
| 7970 Lichtenberg      | 6065 P-L       | Georg Christoph Lichtenberg, nemški fizik* |
| 7971 Meckbach         | 9002 P-L       | * |
| 7972 Mariotti         | 1174 T-1       | * |
| 7973 Koppeschaar      | 1344 T-2       | Carl Egon Koppeschaar, nizozemski science pisatelj † |
| 7974 Vermeesch        | 2218 T-2       | Theo Vermeesch, nekdanji direktor Observatorija Simon Stevin v mestu Hoeven na Nizozemskem † |
| 7976 Pinigin          | 1977 QT2       | Gennadii Ivanovič Pinigin, ruski astronom, direktor Nikolajevega astronomskega observatorija † Arhivirano 2005-01-24 na Wayback Machine. |
| 7978 Niknesterov      | 1978 SR4       | * |
| 7979 Pozharskij       | 1978 SV7       | Dmitrij Mihajlovič Požarskij (rusko Дмитрий Михайлович Пожарский) (1578 – 1642), ruski heroj * |
| 7980 Senkevich        | 1978 TD2       | Henryk Sienkiewicz (1846 – 1916), poljski pisatelj* |
| 7983 Festin           | 1980 FY        | Leif Festin, švedski astronom † Arhivirano 2007-06-24 na Wayback Machine. |
| 7991 Kaguyahime       | 1981 UT7       | glavna ženska vloga v stari japonski romanci Taketori-monogatari |
| 7992 Yozan            | 1981 WC        | * |
| 7994 Bethellen        | 1983 CQ2       | Beth Ellen Clark, ameriški astronom † |
| 7995 Khvorostovsky    | 1983 PX        | * |
| 7996 Vedernikov       | 1983 RX3       | * |
| 7998 Gonczi           | 1985 JK        | * |
| 7999 Nesvorný         | 1986 RA3       | * |
| 8000 Isaac Newton     | 1986 RL5       | Isaac Newton, znanstvenik* |

| Predhodnik: 7001–7500 | Pomeni imen asteroidov Seznam asteroidov (7501-7750) Seznam asteroidov (7751-8000) | Naslednik: 8001–8500 |